# Nanjing Automobile

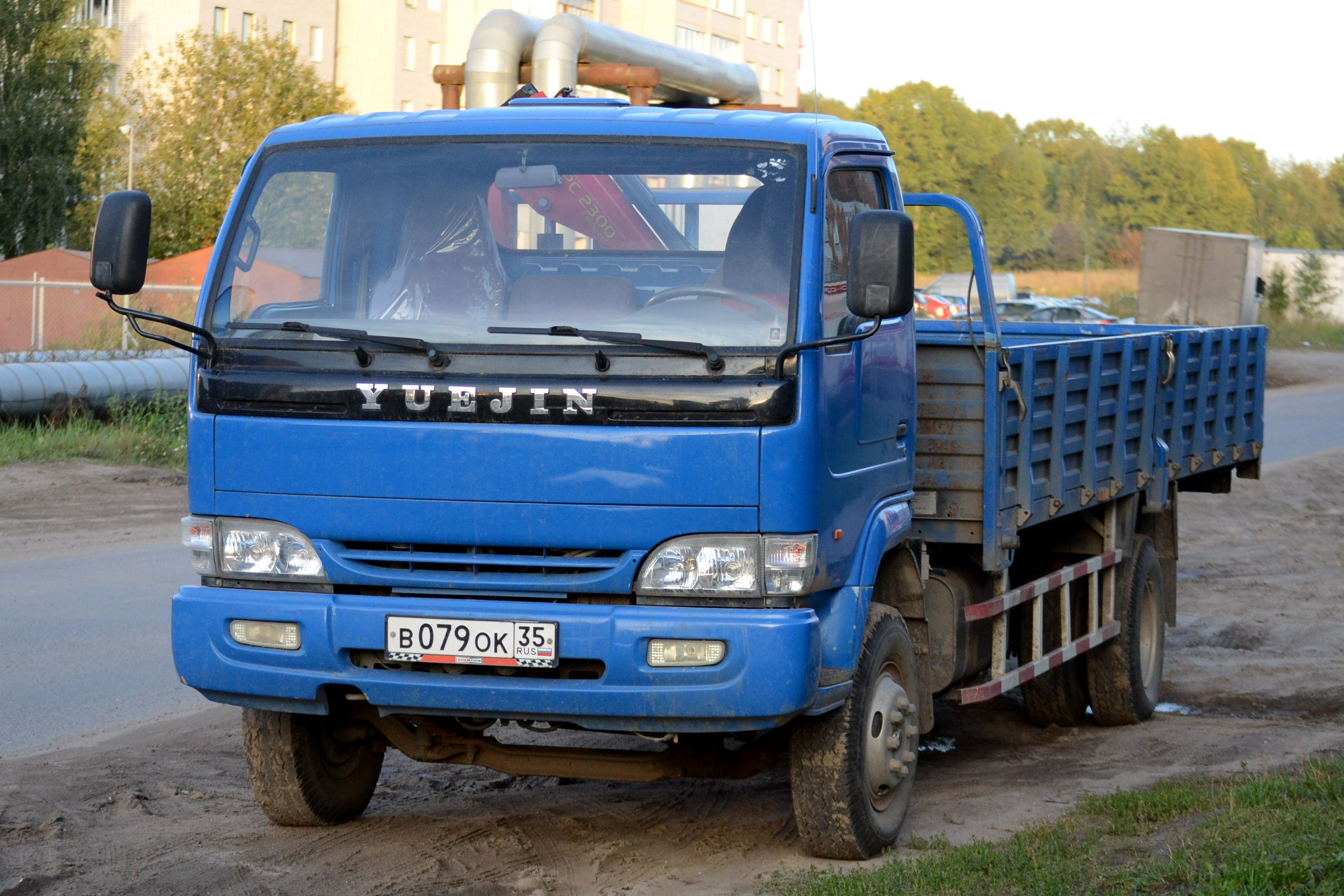
Un Yuejin NJ1080 in Russia

Nanjing Automobile (京汽車集團有限公司T, 南京汽车集团有限公司S) è un'impresa automobilistica cinese nata nel 1947 a Nanchino.
Il gruppo produce auto, camion e autobus.
Nel 2007 Nanjing Auto si è fusa con la più grande SAIC diventandone filiale.

## Storia
Nel 2005 acquista la casa automobilistica inglese MG Rover Group. 
Nel 2016 decide di spostare anche lo stabilimento di Longbridge, l'ultimo rimasto, in Cina.

## Joint venture
Nanjing Automobile ha creato due joint venture con FIAT: una nel 1999 creando Nanjing Fiat Automobile (poi abbandonato nel 2007) ed una con Iveco nel 1996 creando Naveco.